# Peperomia fawcettii
Peperomia fawcettii är en pepparväxtart som beskrevs av Anne Casimir Pyrame de Candolle. Peperomia fawcettii ingår i släktet peperomior, och familjen pepparväxter. Inga underarter finns listade i Catalogue of Life.